# 아카이와역
아카이와역(일본어: 赤岩駅)은 일본 후쿠시마현 후쿠시마시에 위치한 동일본 여객철도 오우 본선의 철도역이다. 섬식 승강장 1면 2선을 가진 지상역이자, 현재는 후쿠시마역 관리의 무인역이다.

## 역사
- 1899년 5월 15일 : 오우미나미 선 후쿠시마 - 요네자와 간 개통과 동시에 아카이와 신호장 설치.
- 1909년 6월 12일 : 신호장 구내에 연해(煙害)로 인해 열차 탈선 전복사고 발생.
- 1910년
  - 8월 11일 : 신호소로부터 후쿠시마 방향의 7호 터널이, 폭우의 영향으로 일부 붕괴.
  - 8월 19일 : 터널의 변경으로 후쿠시마 쪽으로 히가시아카이와 가승강장 설치. 히가시아카이와 - 아카이와 간은 도보 연락으로 함.
  - 10월 13일 : 도보 연락의 연결로 인해서 역으로 격상되어, 아카이와역 개업.
- 1911년 9월 5일 : 붕괴 터널을 우회하는 신 루트가 완성되 복구됨. 히가시아카이와 가승강장 폐지.
- 1958년 3월 : 역사 개축.
- 1984년 12월 1일 : 무인화.
- 1987년 4월 1일 : 일본국유철도 분할 민영화에 의해, 동일본 여객철도가 승계.
- 1990년 3월 10일 : 야마가타 신칸센의 운행에 해당하는 표준 궤도화 공사를 실시. 스위치 백을 폐지해, 현재의 장소로 이전.
- 2012년 12월 1일 이 날부터 2013년 3월 25일까지 동계 기간은 전 열차 통과. 이후에도 이 기간은 전 열차 통과로 취급을 함.

## 인접 역
| 동일본 여객철도 오우 본선 | 동일본 여객철도 오우 본선 | 동일본 여객철도 오우 본선 |
| ------------------------- | ------------------------- | ------------------------- |
| 니와사카 후쿠시마 방면    | ■ 야마가타 선             | 이타야 요네자와 방면      |